# تشارلي هاي (لاعب كرة قاعدة)
تشارلي هاي (بالإنجليزية: Charlie High)‏ هو لاعب كرة قاعدة أمريكي، ولد في 1898، وتوفي في 1960 في أوك غروف في الولايات المتحدة.

## وصلات خارجية
- تشارلي هاي على موقعبيزبول رفرنس.كوم (الدوري الرئيسي) (الإنجليزية)
- تشارلي هاي على موقعبيزبول رفرنس.كوم (الدوري الثانوي) (الإنجليزية)